# Климов Вячеслав Валерійович
Вячеслав Валерійович Климов (народився 4 березня 1975 року у Вінниці) — український підприємець і громадський діяч, співзасновник компанії «Нова пошта», президент Спілки українських підприємців (СУП).
У листопаді 2024 року отримав орден "За заслуги" III ступеня.

## Життєпис
Здобув вищу освіту в Харківському авіаційному інституті за спеціальністю «Проектування авіаційних двигунів і енергетичних установок». З 1998 по 2001 роки працював інженером-конструктором в АНТК ім. Антонова, займався викладацькою діяльністю в київській філії Харківського авіаційного інституту.
У 2001 році спільно з Володимиром Поперешнюком та Інною Поперешнюк заснував компанію «Нова пошта», вклавши лише 7 тисяч доларів США. У 2007 році здобув ступінь Executive MBA в Міжнародному інституті бізнесу в Києві.
З моменту заснування до 2014 року був генеральним директором «Нова пошта». У 2014 році перейшов з посади генерального директора до Наглядової ради і зосередився на стратегічному управлінні, передавши операційну діяльність команді топ-менеджерів. Входить в ТОП-100 найбагатших українців.
Одружений, виховує сина.

## Громадська діяльність
В 2016 році разом з 18 іншими українськими бізнесменами заснував Спілку українських підприємців (СУП) та став її першим президентом. Мета спілки — захист інтересів підприємців та формування сприятливого бізнес-середовища в Україні.
Член Ради з питань підтримки підприємництва — консультативно-дорадчого органу при Президентові України (з 27 червня 2025).
У листопаді 2024 року був нагороджений орденом "За заслуги" III ступеня.

## Цікаві факти
Протягом трьох років після створення «Нова пошта» не отримував зарплати.
Улюблені історичні персонажі — Наполеон та Черчиль.
Захоплюється живописом і спортом (йога, біг, бокс, теніс та катання на лижах)